# ابروچو ۳۱۲۸
سیارک ۳۱۲۸ (به انگلیسی: 3128 Obruchev، نامگذاری:1979FJ2) سه هزار و صد و بیست و هشتمین سیارک کشف شده‌است که در ۲۳ مارس ۱۹۷۹ کشف شد.
قدر مطلق سیارک برابر ۱۱٫۵۰ است.